# Balmaceda modesta
Balmaceda modesta är en spindelart som först beskrevs av Władysław Taczanowski 1878.  Balmaceda modesta ingår i släktet Balmaceda och familjen hoppspindlar. Inga underarter finns listade.